# إشتفان أنتال (لاعب هوكي جليد)
إشتفان أنتال (بالرومانية: István Antal)‏ هو لاعب هوكي جليد روماني، ولد في 18 سبتمبر 1958 في Frumoasa, Harghita ‏ في رومانيا، وتوفي في 9 يناير 2009.

## وصلات خارجية
- إشتفان أنتال على موقع EliteProspects.com (الإنجليزية)
- إشتفان أنتال على موقع أوليمبيديا (الإنجليزية)